# Дебелн
Дебелн (њем. Döbeln) град је у њемачкој савезној држави Саксонија. Једно је од 61 општинског средишта округа Средња Саксонија. Према процјени из 2010. у граду је живјело 20.527 становника. Посједује регионалну шифру (AGS) 14522080.

## Географски и демографски подаци
Дебелн се налази у савезној држави Саксонија у округу Средња Саксонија. Град се налази на надморској висини од 168 метара. Површина општине износи 32,7 km². У самом граду је, према процјени из 2010. године, живјело 20.527 становника. Просјечна густина становништва износи 628 становника/km².

## Међународна сарадња
| Мјесто | Држава    | Врста сарадње | Од    |
| ------ | --------- | ------------- | ----- |
| Живор  | Француска | партнерство   | 1995. |
|        | Чешка     | партнерство   | 1992. |
| Извор  |           |               |       |